# Alasdair Fraser
Alasdair Fraser (Clackmannan, 14 de mayo de 1955) es un violinista escocés intérprete de música celta.

## Biografía
Alasdair Fraser empezó a tocar el violín a los 8 años, animado por toda una familia de músicos. En 1973 ganó el concurso de violín del National Mod. Se licenció en físicas por la Universidad de Edimburgo y trabajó como petrofísico para la “British Petroleum Corporation”. En 1981 se fue a Estados Unidos, en 1985 lo deja, decidiendo dedicarse plenamente a la música. En 1983 funda en California una escuela para aprender violín llamada “The Valley of the Moon Fiddling School”, y en Escocia en 1987, en la isla de Skye, el “Sabhal Mor Ostaig Gaelic College. Desde 2008 imparte un nuevo campamento-taller anual de "fiddle" y chelo en el norte de España, "Crisol de Cuerda"
Ha ganado en dos ocasiones el Scottish National Fiddle Championship.
Dirige la orquesta de violinistas escoceses de San Francisco.

## Obras y colaboraciones
Alasdair ha obtenido reconocimiento internacional como principal intérprete, artista discográfico y profesor de la rica tradición violinística de su Escocia natal. Célebre por su toque expresivo, su afable personalidad y su profunda comprensión de la música de Escocia, Alasdair está siempre muy solicitado para actuaciones como solista y conciertos con diversos conjuntos. Ha trabajado con la cantante Jean Redpath, con el pianista Paul Machlis y con el guitarrista Tony McManus, y ha colaborado con grupos tan variados como la Master Chorale de Los Ángeles, los Waterboys o los Chieftains y ha compartido una actuación como solista en el Lincoln Center de Nueva York con el violinista clásico Itzhak Perlman. Ha representado internacionalmente a Escocia en actuaciones patrocinadas por el Consejo Británico.
Como artista discográfico, Alasdair Fraser lleva editados bajo su nombre, y con gran éxito de crítica, ocho discos y un vídeo en directo en su propio sello, Culburnie Records, fundada en 1986. Ha colaborado en más de 50 discos como artista invitado, incluyendo composiciones e interpretaciones suyas en recopilatorios celtas y de "new age" (Celtic twilight, Celticlullabies, Narada Wilderness collection, Celtic Odissey y The Road North), con cerca de dos millones de copias vendidas.
Su disco Dawn Dance obtuvo en 1996 el premio independiente al mejor álbum celta del año. Ha llevado su música a bandas sonoras de películas como Titanic, El último mohicano, Wyatt Earp y The spitfire grill. Asimismo, ha participado en más de 150 programas de radio y televisión en todo el mundo, entre las que se incluyen más de cincuenta actuaciones en programas de radio y televisión de la BBC, así como en varios programas estadounidenses de ámbito nacional. Se han utilizado también composiciones suyas en nuevas coreografías del Ballet and Shiftworks Dance Ensemble de Richmond (Virginia).
Animado por el éxito del disco Dawn Dance, forma el grupo Skyedance en 1997, compuesto por Eric Rigler, Chris Norman, Peter Maund, Michael McLinden, además del propio Fraser. A día de hoy el grupo ha grabado dos discos de estudio. 
Su propuesta más reciente es un dúo junto a la violonchelista Natalie Haas, con la cual ha publicado los álbumes "Fire and Grace" en 2004, "In the Moment" en 2007 y "Highlander's Farewell" en 2011. El dúo también ha grabado dos volúmenes del "Legado del Violín Escocés".

## Discografía
- Portrait of a Scottish Fiddler (1982).
- Skyedance, con Paul Machlis (1985).
- The Road North, con Paul Machlis (1987).
- The Driven Bow, con Jody Stecher (1989).
- Dawn Dance (1996)
- Way Out to Hope Street, con Skyedance Band (1997).
- Return to Kintail, con Tony McManus (1999).
- Labyrinth, con la Skyedance Band (2000).
- Legacy of the Scottish Fiddle, Vol 1, con Paul Machlis y Natalie Haas (2002).
- Live in Spain, con la Skyedance Band (2002).
- Legacy of the Scottish Fiddle, Vol 2, con Muriel Johnstone y Natalie Haas (2004).
- Fire and Grace, con Natalie Haas (2004).
- In the Moment, con Natalie Haas (2007).
- Highlander's Farewell, con Natalie Haas (2011).